# عبد الفتاح حمايل
عبد الفتاح محمد إبراهيم حمايل (22 فبراير 1950 - ) سياسي وعسكري فلسطيني، وهو وزير سابق في حكومة محمود عباس، وعضو المجلس التشريعي الفلسطيني خلال إنتخابات عام 1996، ومحافظ لمحافظة بيت لحم بين عامي 2009 و2014، وعضو المجلس الثوري لحركة فتح بين عامي 2009 و2016.

## حياته
وُلد عبد الفتاح محمد إبراهيم حمايل في قرية كفر مالك بتاريخ 22 فبراير 1950 إبان فترة الإدارة الأردنية للضفة الغربية. اعتقلته السلطات الإسرائيلية لأعوام طويلة، وأُفرج عنه في 20 مايو 1985 خلال اتفاقية جبريل.
إنتُخب عضوًا في المجلس التشريعي الفلسطيني بعد الانتخابات العامة الفلسطينية عام 1996 حيث حصل على 15,412 صوتًا في دائرة محافظة رام الله والبيرة.
في عام 2009، فاز بإنتخابات المجلس الثوري لجركة فتح التي عُقدت أثناء المؤتمر السادس لحركة فتح في بيت لحم وصار عضوًا فيه.